# Данилов, Михаил Александрович (политик)
Михаи́л Алекса́ндрович Дани́лов (14 июля 1937, Архангельск — 5 января 2011, Москва) — советский и российский политический деятель, геолог, публицист. Депутат Государственной думы первого созыва (1994—1995).

## Геолог
Окончил с отличием геофизический факультет Ленинградского горного института и аспирантуру Всесоюзного геологического института.
В 1954—1955 годах работал в геофизической партии в Карелии. Во время учёбы в институте руководил студенческим отрядом на целине. По возвращении с целины едва не был отчислен со второго курса за критику ввода советских войск в Венгрию в 1956.
В 1962—1987 годах — геофизик, начальник полевой геологической партии в экспедициях «Архангельскгеологии». Один из первооткрывателей Архангельской алмазоносной провинции: в 1967 году вместе с двумя практикантами в ходе наземной магнитной съемки установил и зафиксировал контуры нескольких древних вулканов, которые после бурения оказались типичными «трубками взрыва», свидетельствующими о возможности наличия в этом районе алмазов (месторождение имени М. В. Ломоносова).
По данным пресс-службы администрации Архангельской области, выступил главным идеологом проведения высокоточной геомагнитной разведки территорий Онежского полуострова и Зимнего берега Белого моря с целью выявления аномалий, присущих трубкам взрыва, к которым приурочены крупнейшие коренные месторождений алмазов. Благодаря его таланту, знаниям и настойчивости в 80-х годах прошлого века было открыто месторождение алмазов им. М. В. Ломоносова — крупнейшее коренное месторождение алмазов в Европейской части Российской Федерации, а также отмечены перспективные для изучения участки, на одном из которых впоследствии было открыто месторождение алмазов им. В. Гриба. Автор многочисленных научных работ по геофизике.

## Публицист
Одновременно занимался журналистской и писательской деятельностью. Автор двух публицистических книг, очерков о геологах, которые публиковались в разных изданиях, многочисленных научных публикаций. Его серия очерков «Дорога на Кенозеро» (1963) — о бедности жителей российской глубинки, разрушении деревянных храмов — вызвала критику обкома партии. Ему четырежды предлагали вступать в КПСС, но каждый раз он отказывался.

## Политик
В 1989 году организовал и возглавил Архангельский городской клуб беспартийных. С 1991 года — председатель координационного совета Архангельской областной организации Движения «Демократическая Россия». С 1994 года — член координационного совета движения «Демократическая Россия».
С 1992 года возглавлял Архангельский областной Общественный комитет российских реформ (ОКРР). С 1993 — специалист-эксперт, руководитель аналитического отдела представительства президента России в Архангельской области.
В 1994—1995 годах — депутат Государственной думы первого созыва, избран по списку движения «Выбор России». Член фракции «Выбор России». Член Комитета по природным ресурсам и природопользованию.
Был членом инициативной группы по созданию партии «Демократический выбор России» (ДВР), председателем Архангельской региональной организации партии, один из авторов программы партии. В 1995 участвовал в выборах в Государственную думу второго созыва по списку ДВР и Архангельскому избирательному округу.
В 1996—1999 годах — консультант комитета Государственной думы по проблемам Севера.
Действительный член Русского географического общества и GLOBE — международной организации парламентариев за сбалансированную окружающую среду.

## Труды
- Богатства северных недр: Краткий научно-популярный очерк о геологическом строении и полезных ископаемых Архангельской области. Архангельск, 1977.
- Первопроходцы. Очерки о геологах Севера. Архангельск, 1981.